# Convento de Santa Ana de Tzintzuntzan
El convento de Santa Ana de Tzintzuntzan es un ex convento franciscano del siglo XVI ubicado en la población de Tzintzuntzan, en el municipio del mismo nombre, en el estado de Michoacán, México.
El conjunto conventual presenta en sus inmuebles los estilos arquitectónicos plateresco y barroco, destaca en su arquitectura por la presencia de grabados prehispánicos integrados en la construcción, así como la conservación de murales al fresco del siglo XVII y XVIII. En su historia sobresale por ser escenario de la obra social del príncipe danés fray Jacobo Daciano en su travesía por Michoacán, y de otros frailes importantes como fray Martín de la Coruña, fray Jerónimo de Alcalá, fray Maturino Gilberti, fray Pedro de Pila, así como la obra del humanista español Vasco de Quiroga siendo primer obispo de Michoacán.
El convento de Tzintzuntzan fue el primer convento que fundaron los misioneros franciscanos en Michoacán, es parte del patrimonio que conforman las Misiones conventuales de Michoacán y forma parte significativa en la ruta cultural-turística denominada la “Ruta Don Vasco de Quiroga”. Actualmente el conjunto conventual se encuentra restaurado. El primitivo recinto fue dedicado por los franciscanos a Santa, pero el edificio actual tiene la advocación de San Francisco.

## Historia

### Antecedentes
Tzintzuntzan en la época prehispánica o precolombina fue la capital del pueblo purépecha, donde establecieron en una colina del lugar su centro ceremonial más importante. Actualmente de ese pasado se conserva la zona arqueológica de Tzintzuntzan (uno de los yacimientos arqueológicos de Michoacán) donde se encuentran 5 basamentos piramidales denominados “yácatas”, entre otras estructuras. 
A finales de 1525 llegaron a Michoacán los primeros misioneros de la Orden Franciscana encabezados por fray Martín de Jesús o de la Coruña, estableciéndose en Tzintzuntzan donde fundaron una misión para la evangelización.
En 1536 el papa Paulo III erigió el obispado de Michoacán designando como sede de la diócesis a Tzintzuntzan, que además fue la primera capital de Michoacán que recibió el nombre de “Ciudad de Michoacán” (más tarde lo sería Pátzcuaro y finalmente Valladolid hoy Morelia). En 1554 el primer obispo de Michoacán, Vasco de Quiroga, trasladó la sede del obispado desde Tzintzuntzan a Pátzcuaro.

### Construcción
La construcción del convento actual se inició alrededor de 1570 y finalizó a finales del siglo XVII.
En 1601 se concluye el templo conventual dedicado a san Francisco de Asís, de estilo plateresco, que fue apoyada a fray Pedro de Pila.

### El convento en los siglos XVII al XX
En el siglo XVII se edificó el templo dedicado a la advocación mariana de la Virgen de la Soledad, en el lado norponiente del conjunto religioso. Se diseñó en estilo barroco. 
En el siglo XIX fue reconstruido el Templo de San Francisco, colocándose una nueva nave, y una cúpula neoclásica, conservándose la antigua fachada plateresca que se observa hoy en día. 
En el siglo XX el ex convento ya presentaba gran deterioro, perdiéndose algunos murales, y mostrando cuarteaduras y derrumbes. En 1984 se realizaron algunas acciones de restauración.

### Actualidad
En el año 2002 se inició un proceso de restauración integral de todo el conjunto conventual, interrumpiéndose en algunos periodos. En el año 2013 ya estaba restaurado casi por completo. La restauración del conjunto conventual fue una iniciativa de la asociación civil Adopte una Obra de Arte y el Patronato Fray Martín de la Coruña, contando con el apoyo de instancias gubernamentales del Gobierno Federal y del Gobierno de Michoacán.
Para la restauración del inmueble la asociación civil Adopte una Obra de Arte ha creado una Escuela Taller de Restauración donde especialistas han instruido como técnicos restauradores a personas originarias de la localidad. 
En febrero de 2008 visitó el ex convento de Tzintzuntzan la reina de Dinamarca Margarita II y el príncipe consorte Enrique de Laborde de Monpezat acompañados por el presidente de México Felipe Calderón Hinojosa y el gobernador de Michoacán Leonel Godoy Rangel, con la finalidad de conocer la obra y legado de su ancestro el príncipe danés convertido en fraile misionero franciscano Fray Jacobo Daciano. En julio de 2009 visitó el ex convento de Tzintzuntzan el Secretario de Turismo Federal Rodolfo Elizondo Torres para conocer los avances de restauración del inmueble entre otras actividades.

## La obra de fray Jacobo Daciano
En 1542 llegó a México fray Jacobo Daciano (1484-1566) fraile misionero franciscano, quien siendo príncipe de la Casa Real Danesa renunció a su investidura para dedicarse a la evangelización. Posteriormente se dirigió a Michoacán estableciéndose en Tzintzuntzan. Desde Tzintzuntzan recorrió Michoacán fundando pueblos y realizando la misión de evangelización. Se destacó por su obra social a favor del pueblo purépecha, como defensor de sus derechos y su trato igualitario.
Fray Jacobo Daciano como impulsor de la igualdad entre españoles e indígenas escribió el tratado “Declaración del pueblo bárbaro de los indios” en donde entre otros aspectos señalaba el derecho de que los indígenas pudieran ser ordenados como sacerdotes creando un clero local en las comunidades. Ya que en esa época la iglesia católica prohibía ordenar como sacerdotes a indígenas, mestizos y mulatos. Fray Jacobo Daciano fue obligado a retractarse, teniendo graves conflictos con sus superiores.
En el convento de Tzintzuntzan actualmente se conserva un mural al fresco donde se representa la imagen de Fray Jacobo Daciano. En febrero de 2008 durante la visita de Estado que realizó la reina de Dinamarca a México, visitó en Michoacán el legado de su ancestro fray Jacobo Daciano recorriendo el ex convento de Tzintzuntzan y el sitio donde yacen sus restos en el ex convento de Tarecuato.

## Arquitectura
- Emplazamiento

La población de Tzintzuntzan se localiza en la ribera del lago de Pátzcuaro en un superficie de terreno plano, colindante con algunos cerros. El conjunto conventual se localiza en el centro de Tzintzuntzan y sirvió para la traza urbana de la población. 
El conjunto religioso está asentado en un amplio terreno en forma cuadrangular de superficie plana, donde se localizan los siguientes inmuebles: un amplio jardín atrial, presidiendo el predio al fondo el Templo de San Francisco y ex convento de Santa Ana donde sus fachadas miran al oriente, junto a ello se ubican las ruinas de una pequeña capilla. En la parte norponiente del atrio se ubica el Templo de Nuestra Señora de la Soledad y junto él, el antiguo Hospital de indios y una capilla abierta aislada en su patio.
- Estilo y diseño arquitectónico

El Templo de San Francisco y ex convento de Santa Ana presentan el estilo plateresco en sus fachadas, mientras que el interior del ex convento presenta el estilo barroco. El Templo de San Francisco debido a que fue modificado su interior durante el siglo XIX presenta el estilo neoclásico.
Por su parte el Templo de Nuestra Señora de la Soledad es completamente de estilo barroco, y la capilla abierta aislada en el patio del Hospital de Indios es de estilo plateresco. Los restos del antiguo Hospital de Indios presenta una arquitectura típica tradicional rústica de muros de adobe y tejas de barro. 
El conjunto fue edificado en su mayor parte por los siguientes materiales: fachadas, marcos y molduras de puertas y ventanas con piedra de cantera rosada; muros con piedra volcánica, así como paredes internas en mampostería de adobe. La barda que circunda el atrio fue construida con piedra de laja de origen volcánico, extraída del derruido centro ceremonial de los purépechas conocido como las Yacatás de Tzintzuntzan.
- Presencia de grabados prehispánicos en la construcción

En el conjunto conventual de Tzintzuntzan fueron integrados en los muros de las edificaciones petroglifos prehispánicos purépechas. A estas piezas se les conoce como “janamus” que significa grabados en purépecha. Actualmente en la zona arqueológica de Tzintzuntzan todavía también se conservan algunos grabados en los muros de las estructuras prehispánicas. 
Los petroglifos purépechas o Janamus son piedras de basalto que fueron talladas con diversas figuras. Se han identificado alrededor de 42 grabados en los muros de edificaciones del conjunto conventual. La mayoría de las figuras detectadas corresponden a variadas representaciones de espirales, y se ha hallado una figura de lo que parece ser un flautista en uno de los muros de la capilla abierta localizada en el patio del antiguo Hospital de Indios. No se conoce con precisión el porqué de la presencia de estos grabados purépechas en las edificaciones virreinales. 

### El templo de San Francisco y el convento de Santa Ana
El templo de San Francisco se ubica junto al antiguo convento de Santa Ana en la parte oeste del predio conventual, mirando sus fachadas al oriente u este. 
- Templo de San Francisco

En su exterior el templo de San Francisco luce una fachada sencilla en forma cuadrangular en estilo plateresco, está conformada por dos niveles, en el primero se ubica la puerta de acceso con arco de medio punto, alternado por columnas adosadas, y encontrándose decorada con motivos vegetales y veneras o conchas en el marco del arco. En el segundo nivel de la fachada, en la parte central se encuentra un poco rehundido del paño y es donde se ubica una ventana coral la cual presenta forma geminada o bífora, estando también decorada con tallas de veneras o conchas. En la parte superior la ventana es rematada por un pequeño frontis triangular coronado por una amplia venera o concha labrada. El remate final de la fachada del templo es horizontal y está delineado por una esbelta cornisa. 
En su interior el templo de San Francisco presenta una sola nave de planta rectangular, posee techo con bóvedas de lunetos, así como una cúpula de 1944. Sobre el acceso se encuentra el espacio del coro, al fondo el altar mayor está conformado por un retablo neoclásico. Sobre el muro norte del recinto se ubica el acceso a una capilla adosada al templo, mientras que en el muro sur se ubica un acceso que comunica al claustro del ex convento contiguo. En la parte lateral a la puerta de acceso principal del templo, se ubica un acceso a la sala del bautisterio que se halla en el espacio que conforma el primer cuerpo del cubo de lo que hubiera sido la torre del campanario del templo, que no está construida. El templo resguarda una antigua pintura al óleo que representa a Cristo antes de la crucifixión denominada el “Señor del Rescate”. 
- Convento de Santa Ana

En su exterior el ex convento presenta una fachada austera de estilo plateresco, de forma más o menos rectangular conformada por los siguientes elementos: justo a un lado del templo de San Francisco, se ubica en la fachada del ex convento el acceso que comunica al claustro interior, este espacio se conoce como “Portal de Sacramentos” y está conformado por un gran arco de medio círculo y presenta bóveda de medio cañón. Otro de los elementos de la fachada en su parte central es una capilla abierta o capilla de indios que recibe el nombre de “Capilla de San Camilo”, posteriormente los demás muros de la fachada del ex convento presentan gruesas paredes de piedra donde se abren algunas ventanas de marcos rectangulares. 
- - Capilla abierta de San Camilo: La capilla abierta de San Camilo se ubica en la parte central de la fachada del ex convento junto a al acceso principal. Es de estilo plateresco y está conformada por un amplio arco de medio punto con interior a manera de ábside o nicho presentando bóveda semicircular con nervaduras. Todo el espacio está edificado en cantera rosada. El frente del arco está decorado con una cenefa labrada en cantera con figuras intercaladas de veneras y querubines. La capilla exhibe empotrado a su muro un altar mesa de piedra donde se oficiaba la misa, vestigios de lo que fueron murales, así como algunos grabados prehispánicos. La tradición señala que en esta capilla abierta fue donde ofició Vasco de Quiroga su primera misa como Obispo de Michoacán.

- - Claustro: El interior del ex convento está conformado por un claustro cuadrangular de dos plantas, donde a su alrededor se encuentran distribuidas las diversas habitaciones del recinto. El claustro presenta 4 arcos de medio punto en cada uno de sus lados, sus corredores lucen techo de viguería de madera,  y en las esquinas los techos presentan cubierta de alfarje (arquitectura) de estilo mudéjar realizado en madera. Los muros de los corredores ostentan murales al fresco que datan del siglo XVII y XVIII. Antes de ingresar al claustro existe un pequeño patio interior anexo, ubicado atrás de la capilla abierta de San Camilo, este patio presenta un antiguo aljibe cisterna que proveía de agua al recinto.

- - Salas interiores: el inmueble presenta en su interior los espacios propios de los conventos de religiosos. Actualmente con la restauración del inmueble han sido recreados con mobiliario y decoración algunos de los espacios del ex convento, entre los que se hallan la cocina, refectorio o comedor, en su planta baja. Así como las celdas en la planta alta. El cubo de la escalera principal que comunica a la planta alta ostenta un mural al fresco donde está representado el fraile franciscano de origen danés fray Jacobo Daciano.

En la parte posterior del ex convento se localiza un jardín anexo, desde donde se puede observar la fachada lateral del inmueble que presenta contrafuertes y puertas y ventanas con marcos en piedra; el área esta bardeada por gruesos y altos muros de piedra laja. 
Por otra parte junto al otro lado lateral del Templo de San Francisco se ubican las ruinas de lo que fue una pequeña capilla en el lugar, construida con muros de adobe, así como algunos anexos.

### El templo de la Soledad y el antiguo Hospital de Indios
El conjunto que conforman el templo de la Soledad y el antiguo Hospital de Indios se localizan al norponiente del gran atrio ajardinado, sus fachadas miran al sur.
- Templo de la Soledad

El templo de la Soledad es de estilo barroco y data del siglo XVII, como su nombre lo indica está dedicado a la advocación de la Virgen de la Soledad. Presenta una sola nave con planta rectangular y ábside al fondo, su techo es de viguería de madera con cubierta de teja de barro, la facha del templo es austera y exhibe una torre campanario a su lado.
En su exterior la fachada del templo está compuesta por una puerta de acceso en forma de arco de medio punto, alternado por pilares adosados de tipo salomónico que simulan envuelto el cordón franciscano. En la parte superior se ubica una pequeña ventana coral biforada decorada con molduras y estando también alternada por columnas adosadas; en su parte superior la ventana es rematada por un frontón roto donde se abre espacio para un diminuto nicho que alberga una imagen de la Virgen de la Soledad.  Continuando en la parte superior de la fachada se encuentra otra ventana pero de menor tamaño y en forma rectangular, estando finalmente rematada toda la fachada del templo por un frontón barroco semi triangular, presidiendo con una cruz de piedra.  
Junto a la fachada se localiza una torre de campanario compuesta por tres cuerpos, el primero conforma el cubo base de la torre donde en su interior se encuentra la escalera al campanario, en su segundo cuerpo se ubican un arco de medio punto en cada uno de sus lados y remate de cornisa; finalmente el tercer cuerpo presenta forma octagonal con un arco de medio punto en cada uno de sus lados, además de que en su parte superior se exhiben molduras y tallas en relieve de estrellas de seis puntas. Estando rematada la torre por una cúpula y cruz de piedra.
El interior del Templo de la Soledad es de planta rectangular, presenta área de coro en la parte superior del acceso principal y al fondo ábside en semicírculo, posee una puerta lateral en uno de sus muros que comunica al patio del antiguo Hospital de Indios. Su interior luce una decoración de estilo neoclásico con influencia tradicional indígena. Todo el interior presenta cubierta decorativa artesonada de madera en formada de bóveda, la cual se encuentra decorada con diversas figuras geométricas. En el altar mayor se ubica un retablo de madera de estilo neoclásico donde se halla una escultura de la Virgen de la Soledad. En las paredes laterales del templo junto al altar mayor se ubican de cada lado un retablo de madera en estilo neoclásico, que contienen pinturas al óleo con temática de la Virgen María. El recinto resguarda una imagen de especial veneración que es el “Señor del Santo Entierro” el cual es una antigua escultura que representa a Cristo después de la crucifixión, está realizado en la técnica de pasta de caña de maíz (ver Cristos de Maíz) y se encuentra recostado en un urna de madera y cristal, la tradición señala que esta imagen crece por lo que se ha agregado espacio en la urna que lo contiene. Otras de las obras artísticas que resguarda el templo son pinturas al óleo del siglo XVIII entre las que se encuentran la Inmaculada Asunción de María, los estigmas de San Francisco, un Cuadro de Animas donde en la parte superior aparece Dios, el Espíritu Santo y Jesús resucitado, alternado de un lado por María y Santa Ana y por el otro San José y San Joaquín, en su parte inferior el Arcángel San Miguel rescatando junto a dos frailes franciscanos a las animas del purgatorio que se hallan en el fuego. Otra de las pinturas que conserva el recinto es “El Entierro de Cristo” obra que en 1891 el investigador estadounidense Robert H. Lamborn identificara erróneamente en un libro que publicó, como una obra del italiano Tiziano. Asimismo otras obras artísticas son un púlpito neoclásico de madera, y las esculturas crucificadas de Judas y Gestas.
- Antiguo Hospital de Indios

Al costado este u oriente del Templo de la Soledad se ubica el conjunto que conforma el Antiguo Hospital de Indios, el cual se encuentra bardeado teniendo un acceso que comunica al gran atrio ajardinado y otro que comunica con una calle secundaria de la población. Actualmente del inmueble solo quedan vestigios de lo que fue el hospital mandado construir por Vasco de Quiroga. El espacio presenta forma más o menos rectangular, en su centro se ubica un patio con cruz atrial rodeado de jardines donde a su alrededor se ubicaban las habitaciones que son de una planta, con paredes de mampostería de adobe y con techo de viguería de madera y cubierta de teja; entre las estructuras se halla también una pequeña torrecilla campanario de piedra y algunos anexos contemporáneos. A un costado del patio del antiguo hospital pero dentro del área, se encuentra aislada del conjunto una antigua capilla abierta o capilla de indios.
- - Capilla abierta aislada: esta capilla presenta la forma de un portal y su fachada mira al patio atrial del antiguo Hospital de Indios. La capilla presenta planta rectangular con un nivel, está conformada en su parte posterior por un muro donde se halla lo que es propiamente la capilla la cual está enmarcada por un amplio arco de cantera de medio punto, en su interior tiene una espacio en forma rectangular donde se halla al fondo restos de un altar retablo de estilo barroco estípite realizado en madera. Sobre todas las paredes de la capilla se encuentran vestigios de murales al fresco donde entre otros se identifican a María niña acompañada de sus padres San Joaquín y Santa Ana, así como Santa Ana con la Virgen María niña ambas coronadas, entre otras. En la parte frontal de la capilla abierta se encuentra un pórtico de arquería en cantera con tres arcos de medio punto, en su parte superior se encuentran labradas tres veneras o conchas en relieve. Asimismo en la capilla se encuentran tallados en piedra el año de 1619 y las figuras de un sol y una luna símbolos de la Inmaculada Concepción de María. A las laterales de la capilla abierta se encuentra de cada lado un grueso arco de medio punto alternado con muros de piedra volcánica y contrafuertes. En el lado lateral oeste de la capilla se han identificado algunos grabados prehispánicos entre los que destaca la figura de lo que parece ser un flautista. Toda la capilla en su parte superior es techada con viguería de madera y cubierta de teja de barro.

### El jardín atrial
El jardín atrial es el mayor espacio del conjunto conventual y está conformado por una amplia superficie de terreno plano ajardinado, con un camino central de piedra que distribuye a los espacios del recinto, como los son al frente y en la parte central el templo de San Francisco y el contiguo exconvento de Santa Ana, al norponiente con el templo de la Virgen de la Soledad y el anexo antiguo Hospital de Indios.
El atrio está limitado por una barda edificada con piedra laja de origen volcánico extraída en la época colonial de las Yácatas de Tzintzuntzan, antiguo centro ceremonial del pueblo purépecha. El atrio presenta tres accesos, el más importante está conformado por un arco de medio punto que da a una plazoleta frente a la calle principal de Tzintzuntzan, otro acceso en el lado norte que comunica con una calle secundaria, y otro al norponiente junto al templo de la Soledad. 
En los jardines del atrio se conservan centenarios árboles de olivo que según la tradición fueron mandados plantar por Vasco de Quiroga Primer obispo de Michoacán. Los árboles presentan gruesos troncos desgastados pero se conservan en buen estado. Asimismo alrededor del jardín, junto a la barda atrial se localizan nichos de piedra que marcan las estaciones del Viacrucis que es escenificado durante la Semana Santa.
- - Cruz atrial: la cruz atrial del ex convento de Tzintzuntzan se localiza en el centro del atrio sobre el camino que conduce al templo de San Francisco, está edificada en piedra y se encuentra conformada por un basamento cuadrangular como base donde se levanta una cruz labrada que ostenta los símbolos pasionarios de Cristo como lo son los clavos, la escalera, la corona de espinas, entre otros; en su base a las laterales de la cruz se hallan pedestales de columnas de cada lado. La cruz está fechada con el año de 1764.

## Eventos y celebraciones
En el antiguo convento de Tzintzuntzan anualmente se llevan a cabo diversas celebraciones religiosas influenciadas del antiguo misticismo indígena, las cuales son festividades de gran apreciación para los pobladores de la comunidad, y que inclusive atraen a sus familiares de otras latitudes. Además de que representan un atractivo para el turismo cultural.
Algunos de los eventos realizados dentro del complejo conventual son:
- Fiesta del “Señor del Santo Entierro” realizada el Jueves Santo en la Semana Santa. La imagen se venera en el Templo de la Soledad.
- Representación del Viacrucis realizada el Viernes Santo en la Semana Santa, el evento atrae grandes multitudes que recorren la escenificación de la Pasión de Cristo alrededor del jardín atrial.
- Fiesta del “Señor del Rescate” realizada el martes anterior al del Carnaval. La imagen se venera en el Templo de San Francisco. En el atrio se realiza una kermes o vendimia de comida tradicional, danzas, así como el encendido de juegos pirotécnicos.
- Fiesta patronal de San Francisco de Asís realizada el 4 de octubre.

Por otra parte dado que los días 1 de noviembre se lleva a cabo la celebración ancestral del Día de Muertos en la región lacustre del Lago de Pátzcuaro, incluido el cementerio de Tzintzuntzan; en el ex convento se realizan algunas muestras del Altar de muertos como el ofrecido a Vasco de Quiroga en la capilla abierta de San Camilo, además de la realización de eventos culturales como la representación de la obra teatral Don Juan Tenorio en la capilla abierta del patio del antiguo Hospital de Indios.